# Anthus richardi
El bisbita de Richard (Anthus richardi) es una especie de ave paseriforme de la familia Motacillidae que vive en Eurasia y en la mitad norte de África. Cría en los herbazales abiertos del norte de Asia. Es un migrador de larga distancia que se desplaza al sur de Asia y en menor medida hasta África. En Europa occidental es un divagante raro, pero habitual, salvo en el sur de España, donde pasa el invierno regularmente. El nombre científico de esta especie se debe al naturalista francés Richard de Lunéville.

## Descripción
Es un bisbita grande; mide entre 17-20 cm y tiene una envergadura alar de entre 29 y 33 cm; pesa 25-36 g. Es un pájaro esbelto que suele permanecer muy erguido. Tiene las patas largas y de color pardo amarillento, la cola larga con las plumas exteriores blancas y un pico oscuro bastante largo con la base amarillenta. Se camufla en el suelo con los tonos pardos que predominan en su espalda; sus partes inferiores son pálidas. Las partes superiores tienen vetas oscuras mientras que la barriga y los flancos son lisos. En su cara y lista superciliar pálidas destacan la lista ocular, la bigotera y la lista malar.
Hay ciertas variaciones entre las diferentes subespecies o variedades. A. r. sinensis es algo menor que la subespecie nominal y con menos manchas oscuras por encima, A. r. centralasiae es mayor y es de colores terrosos por encima, y A. r. dauricus es más moteado por encima.
Su vuelo es fuerte y ondulado, durante el cual emite sus características llamadas explosivas que suenan parecidas a las del gorrión común. Su canto es una serie de notas repetitivas que también emite mientras vuela de forma ondulada. 
Puede ser confundido con algún otro bisbita de su área de residencia, como el bisbita estepario y bisbita oriental. El bisbita estepario tiene las patas, la cola y el pico más cortos, su cola es menos blanca y está más veteado en las partes superiores. En los adultos de bisbita estepario las coberteras de las alas son romas con el centro oscuro, mientras que los bisbitas de los centros oscuros están moteados en la punta de la pluma. Las llamadas del bisbita estepario son menos chillonas. El bisbita oriental es más pequeño que el bisbita de Richard, tiene la cola y las alas más cortas y su pecho está menos moteado; sus llamadas también son más apagadas.

## Distribución geográfica yhábitat

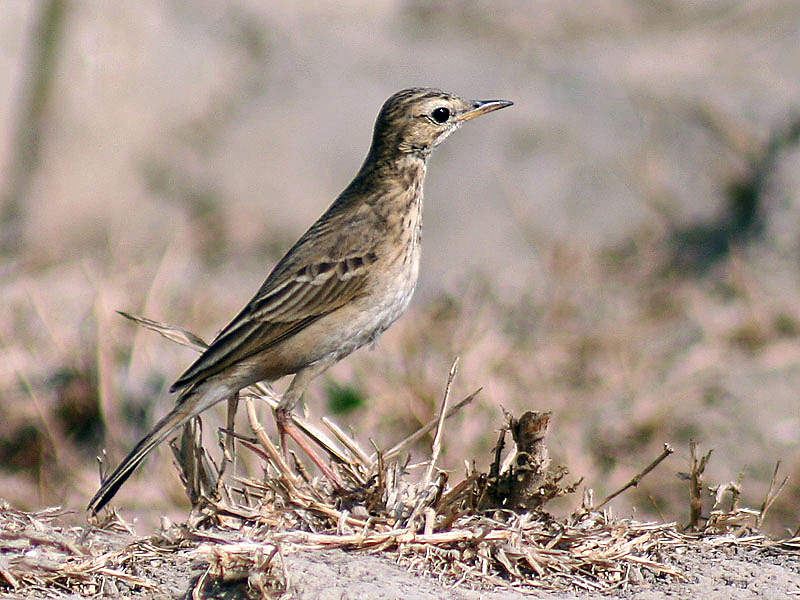
Bisibita de Richard en Hodal, cerca de Faridabad en el distrito de Haryana, India.

El área de cría del bisbita de Richard se extiende desde el sur de Siberia, por Mongolia y Kazajistán, llegando a la mitad norte de China, hasta el Pacífico. De agosto a septiembre migran hacia el sur para pasar el invierno, hasta el subcontinente Indio, el sur de China y el sudeste asiático, llegando hasta Sri Lanka, Singapur y el norte de Borneo. En Corea y Japón es un inmigrante escaso. Regularmente, una pequeña parte de la población se traslada hacia el este en otoño, internándose en Europa, Oriente Medio y el norte de África. Existe una pequeña población que pasa el invierno normalmente en el sur de España.
Se encuentra principalmente en los herbazales húmedos en planicies elevadas y en las laderas de montaña. En su paso migratorio suele observarse en zonas de cultivo, especialmente en los barbechos y campos con rastrojos, además de terrenos con aguas poco profundas y playas arenosas.

## Comportamiento

### Reproducción

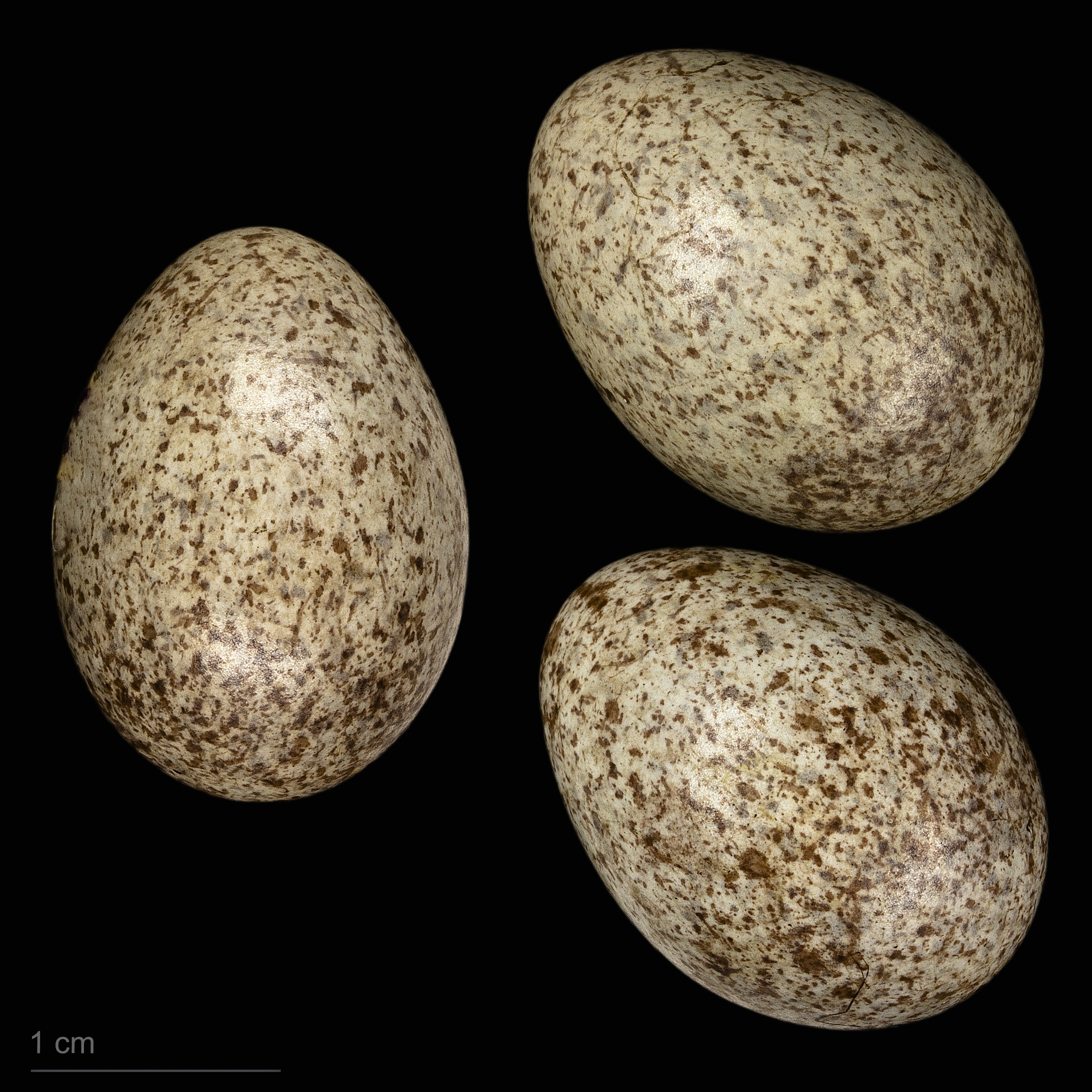
Anthus richardi - MHNT

La temporada de cría se inicia entre mediados de abril y mayo. Construyen el nido una semana o dos después de llegar a la zona de cría, que consiste en un hueco excavado entre la vegetación. En Siberia este trabajo se ha completado en la segunda mitad de junio. La nidada consta de 4 a 6 huevos, generalmente 4 o 5 huevos, que están densamente moteados en tonos pardos, oliváceos o grises.

### Alimentación
Como los demás bisbitas, es una especie principalmente insectívora, aunque también se alimenta de semillas. Busca sus presas picando en el suelo, aunque también puede dar vuelos cortos para atrapar insectos voladores.